# Fanambana pyralidina
Fanambana pyralidina är en fjärilsart som beskrevs av Sergius G. Kiriakoff och Pierre E.L. Viette 1969. Fanambana pyralidina ingår i släktet Fanambana och familjen tandspinnare. Inga underarter finns listade i Catalogue of Life.